# SN 1981C
SN 1981C – niepotwierdzona supernowa odkryta 2 marca 1981 roku w galaktyce NGC 5090. W momencie odkrycia miała maksymalną jasność 14,50m.